# Reserva natural nacional de Yancheng
La Reserva natural nacional de Yancheng es un área protegida en la provincia de Jiangsu, en China. Tiene una extensión de 4530 km² a lo largo de la región costera de los condados de Sheyang, Dafeng, Binhai, Xiangshui y Dongtai. Toda la zona se encuentra bajo la administración de la ciudad prefectura de Yancheng, de ahí su nombre. Se creó en 1984 como reserva provincial para proteger el hábitat de las aves costeras, formado por marismas saladas y zonas intermareales. En 1992 se convierte en reserva natural nacional y el mismo año en Reserva de la biosfera de la Unesco. En 1996, se une a la Red de reservas de grullas del nordeste de Asia, y en 2002 se convierte en sitio Ramsar con la misma extensión.

## Características
La reserva se encuentra frente al mar Amarillo y está formada por los sedimentos del antiguo delta del río Amarillo y el delta del río Yangtsé bajo el impacto de las olas y la marea. La costa es una planicie limosa que se extiende a lo largo de 444 kilómetros. Abundan los ríos y los humedales. La reserva se incrementa en más de 900 ha (9 km2) cada año debido a que los ríos Amarillo y Yangtsé siguen aportando sedimentos hacia el mar de la China Oriental. Gracias a su clima templado, abundante lluvia y terreno llano, la reserva es rica en recursos biológicos.

#### Flora y fauna
Se han contabilizado 450 especies de plantas, 377 de aves, 45 de anfibios y reptiles, 281 de peces y 47 de mamíferos. Entre la flora común hay Aeluropus littoralis, Imperata cylindrica y carrizo. Entre las aves protegidas, la grulla de Manchuria, la grulla siberiana, la avutarda común, la gaviota relicta, el águila real y el pez espátula del Yangtsé. También hay ciervos y cisnes.
Situada en la ruta migratoria Australasia-Asia Oriental en verano y otoño cruzan la zona del Yangtsé unos 2 millones de aves, de las que 200.000 hibernan en la reserva.

## Reserva de la biosfera de Yancheng
La Reserva de la biosfera de Yancheng se sobrepone a la reserva natural, con 4690 km² y una longitud de 582 km. Las marismas de agua salada cubren el 80 por ciento de la reserva, con una amplia variedad de plantas halófitas. El clima templado en el norte y subtropical en el sur favorece la diversidad. 
Aproximadamente 1.400.000 habitantes viven permanentemente en la reserva de biosfera. Yancheng abarca 41 aldeas y 25 granjas que cosechan productos agrícolas. Aparte de la agricultura, la ganadería, la industria de la sal, la silvicultura y la pesca son las principales fuentes de ingresos económicos. Además, la población local utiliza Phalaris arundinacea (alpiste cinta) y Elytrigia repens (grama) para producir papel y materiales de trabajo. Alrededor de 50.000 turistas nacionales y 200 extranjeros visitan la reserva anualmente y realizan actividades como observación de aves, recorridos por pantanos, observación de mareas y caminatas. Las autoridades locales también promueven el ecoturismo y apoyan las actividades económicas sostenibles con miras a detener la contaminación de los ríos y el océano por parte de las industrias a gran escala.

## Sitio Ramsar
En 2002, la reserva natural se declara sitio Ramsar número 1156, con la misma extensión, 4530 km² (33°31′N 120°22′E). En la definición del sitio consta que comprende el humedal costero más grande de China, extensas marismas a lo largo de más de 120 kilómetros de costa que sustentan una gran biodiversidad. Se dice que alrededor de 3 millones de individuos de 200 especies de aves migran anualmente a través del sitio, y muchos, particularmente Anatidae, invernan allí. El sitio proporciona uno de los dos hábitats más grandes de China para el ciervo del padre David, conocido como "milú", y se dice que alberga alrededor del 10% de la población mundial de espátula menor. Las áreas centrales están deshabitadas y en condiciones naturales, mientras que las zonas de amortiguamiento y experimentales incluyen campos de arroz, estanques de peces y camarones, con alrededor de un millón de personas viviendo en el entorno. El sitio es propiedad de la ciudad de Yancheng: la administración de la Reserva tiene derechos de administración sobre el área central, mientras que los gobiernos locales tienen derechos de administración sobre las zonas de amortiguamiento, dentro de los parámetros acordados.